# 萨维利亚诺
萨维利亚诺（義大利語：Savigliano），是意大利库内奥省的一个市镇。总面积110平方公里，人口20991人，人口密度190.8人/平方公里（2009年）。ISTAT代码为004215。

## 友好城市
- 希腊Pylos-Nestor（英语：Pylos-Nestor） 1962年
- 義大利莫尔曼诺 1989年
- 阿根廷瑪麗亞鎮 2000年